# Shanzhai
Shanzai (chinês simplificado: 山寨, pinyin: Shānzhài) é uma palavra chinesa usada atualmente para se referir à imitações baratas ou reproduções não-autorizadas de produtos e bens culturais. O termo é usado principalmente para imitações de produtos eletrônicos e da moda, mas também se aplica à produções culturais, como da arquitetura, que imitam estilos de outros lugares, frequentemente do ocidente.Também são conhecidos como produtos de custos, qualidade, sistemas, durabilidade e vida útil inferior. São associados à pirataria. Os exemplos mais conhecidos são as marcas S1 MP3 Player, MP4 Player, MPx Player, Brick Games e Polystation.
No Brasil, esse tipo de produto é conhecido popularmente como "xing ling", termo pejorativo similar ao "ching chong" usado em países anglófonos como sátira das pronúncias da língua chinesa para definir a origem dos produtos.
As invenções shanzai tem sido reconhecidas dentro da cultura livre e maker como relevantes em sua ação subversiva das identidades comerciais, frequentimente através de paródias, e sua flexibilidade e adaptabilidade em imitar recriando o conteúdo técnico e estético dos produtos a partir do que é acessível aos fabricantes, confundindo assim a demarcação entre originalidade e cópia. A relevância do Shanzai para pensar os conceitos de autoria foi reconhecida pelo filósofo Byung-Chul Han em seu livro Shanzai, em que analisa algumas dessas produções. O Shanzai tem sido pensado como uma expressão contemporânea das ideias propriamente chinesas de originalidade, cópia, autoria e tradição.

## Etimologia

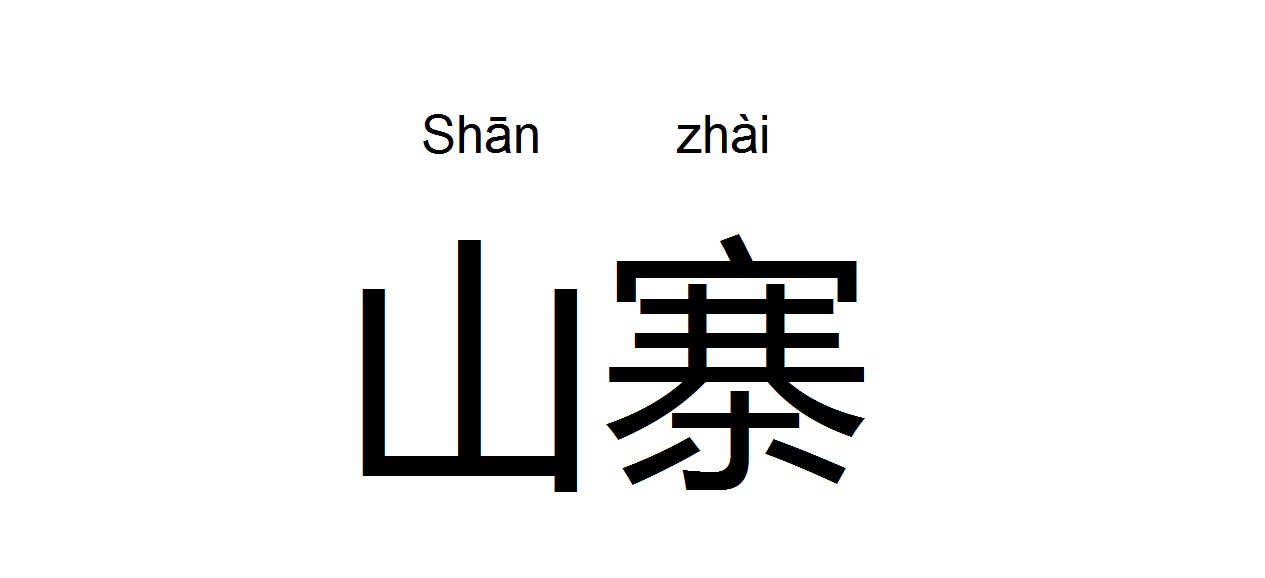
Shānzhài (ideogramas em Chinês para computadores sem suporte multilíngue para o chinês)

Originalmente a palavra Shanzai se refere à uma vila remota, cercada por montanhas, e frequentemente habitada por minorias étnicas. É em torno do ano de 2007 que se reconhece a adição de um novo sentido à palavra, de imitação barata e reprodução não-autorizada, falta uma explicação consensual para essa transformação semântica, existindo apenas especulações. Muitas das hipóteses apontam para a confusão na pronúncia entre o dialético cantonês e o mandarim do nome da cidade de Shenzhen, pioneira na política de abertura econômica capitalista pelo governo chinês, onde se formou um centro da indústria tecnológica da região.

## Origem do Shanzai
O Shanzhai se iniciou na China na década de 1980, quando a China se abria comercial e economicamente, e criou as Zonas Econômicas Especiais (ZEE), que são enclaves capitalistas produtores de eletrônicos e outros bens de consumo. Funciona como uma Zona Franca de Manaus gigantesca, no qual a cidade mais destacada nos produtos Shanzhai é Shenzhen. Esta cidade, que se tornou a primeira ZEE da China, é um grande centro de produtos eletrônicos da China, se equilibra entre um centro das melhores e das piores fábricas de eletrônicos do mundo, tanto que as maiores fabricantes dos mesmos se concentram na Ásia, devido à facilidade de exportarem para o mundo inteiro pela zona portuária de Shenzhen. Não é devido à mão-de-obra barata, uma vez que o processo é quase automatizado e facilitado pela própria globalização, e o próprio governo facilita por meio de injeção de dinheiro em áreas como a informática e por estar ligado ao desenvolvimento da economia chinesa.

## Produtos fabricados
O Shanzhai começou na década de 1980. Pelo fato dos produtos eletrônicos importados serem caros, principalmente os telejogos, fabricavam-se os produtos com preço inferior, mas com qualidade e durabilidade igualmente inferior. Perceberam que a ideia deu certo na década de 1990 e passaram a fabricar videogames portáteis a pilha e brinquedos diversos, nos quais muitos fabricantes em vários países revendiam sob a marca deles. Além disso, passaram a fabricar roupas falsificadas, como tênis de marcas como Adidas,  Puma e Nike, além de camisetas ou calçados de grifes famosas, como Tommy Hilfiger e A&F, e nos meados dos anos 2000, começaram a produzir celulares e players portáteis, como MP3, 4 e 5 players e celulares como os MPx-xx Players, que vão de siglas acima de 7, que não condizem com as siglas do MPEG Group que abastecem o mercado interno e internacional.

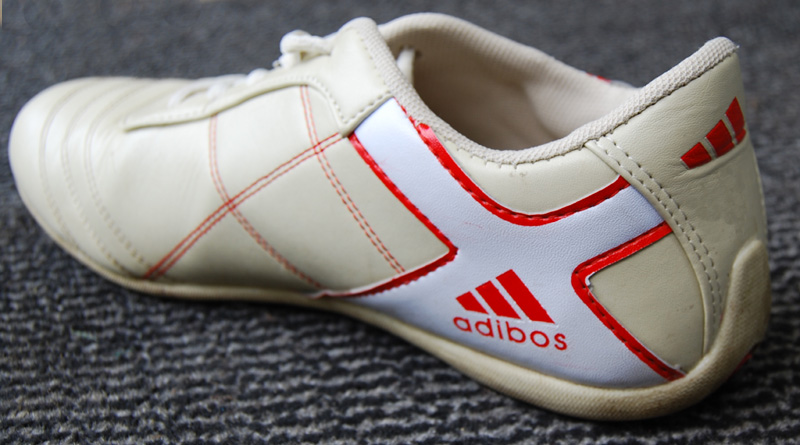
Versão Shanzai do tênis da marca Adidas, sob o nome Adibos.

## Características de um produto Shanzai
A maioria dos produtos Shanzhai têm a maioria dos recursos dos produtos que imitam, como touchscreen e acelerômetro no caso dos celulares, mas com durabilidade curta, por serem de baixo custo, por não terem um controle de qualidade quando são finalizados nem os licenciamentos necessários no Brasil como a ANATEL e o Inmetro, não obedecendo as normas nacionais. Desta maneira, a garantia não é especificada pelo fabricante, mas pelo fornecedor. É comum que os recursos do aparelho, como carregador e suas ferramentas já sejam inutilizadas nas primeiras vezes utilizadas. Muitos fabricantes usam um tradutor automático nos manuais e nas interfaces, no qual as palavras são levadas no sentido literal, como a opção "OK", que na versão portuguesa se torna "Está bem", e a opção "Voltar", se torna "Para trás". 

## Galeria Shanzai

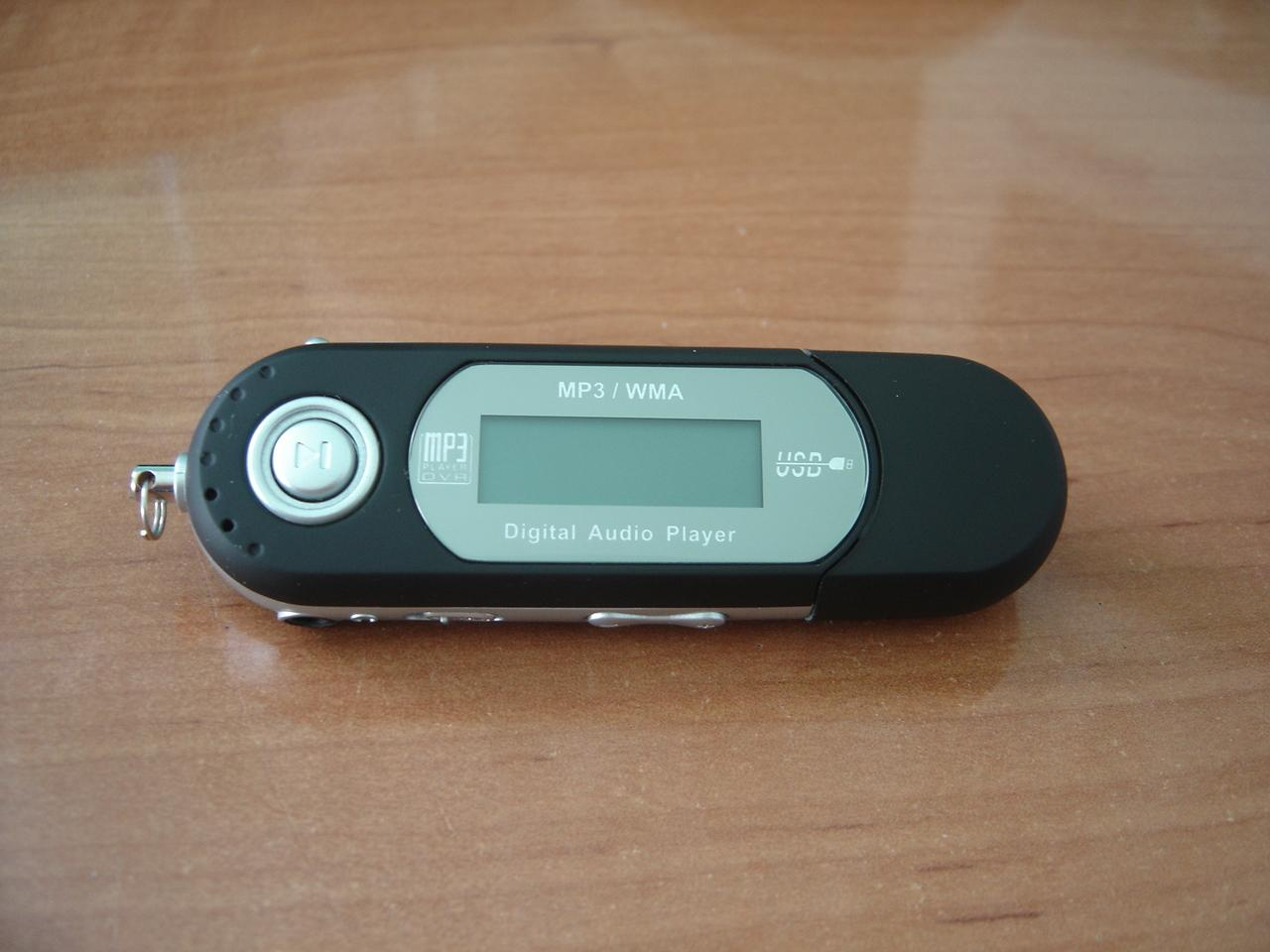
MP3 Player Chinês
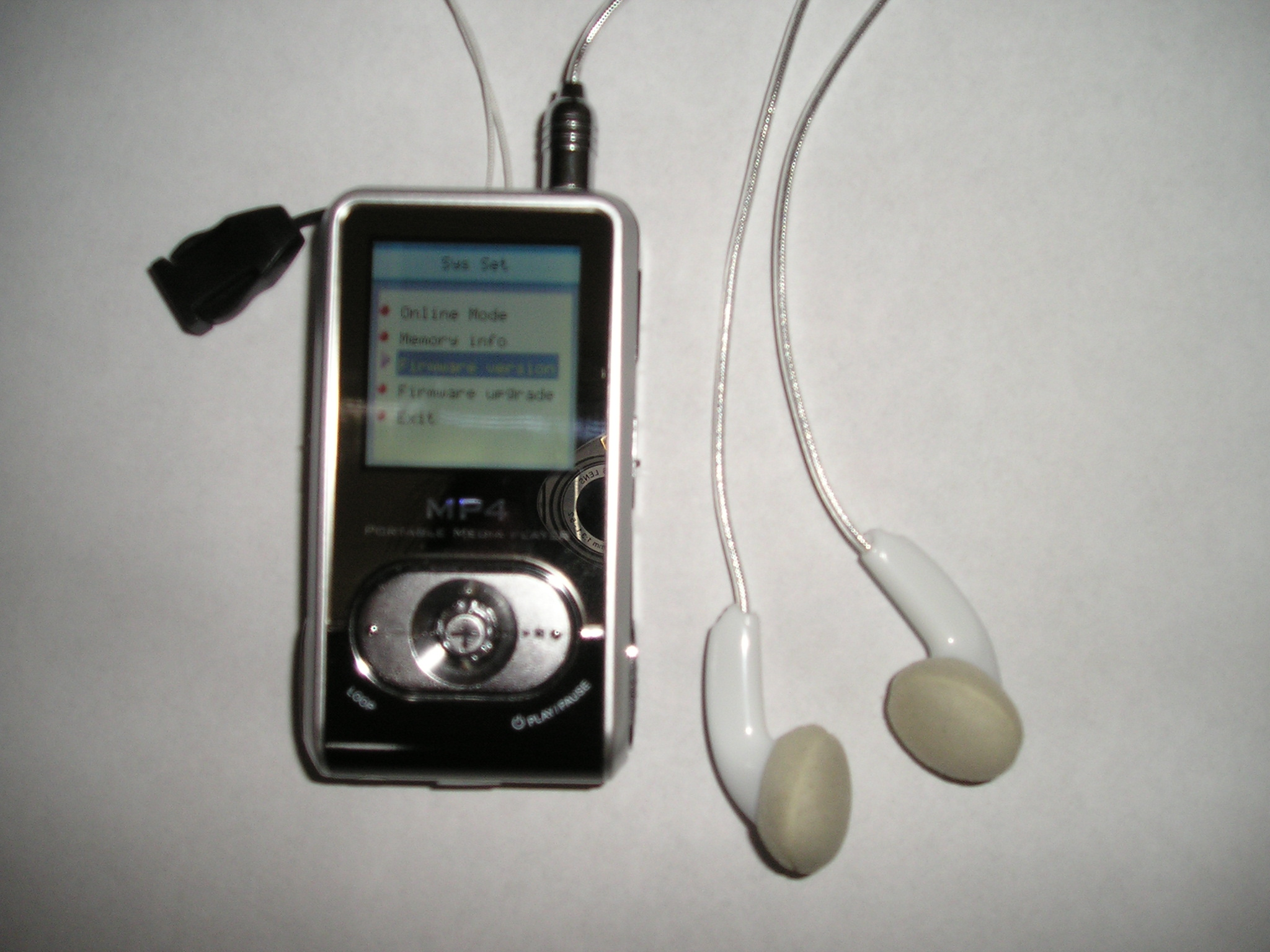
MP4 Player
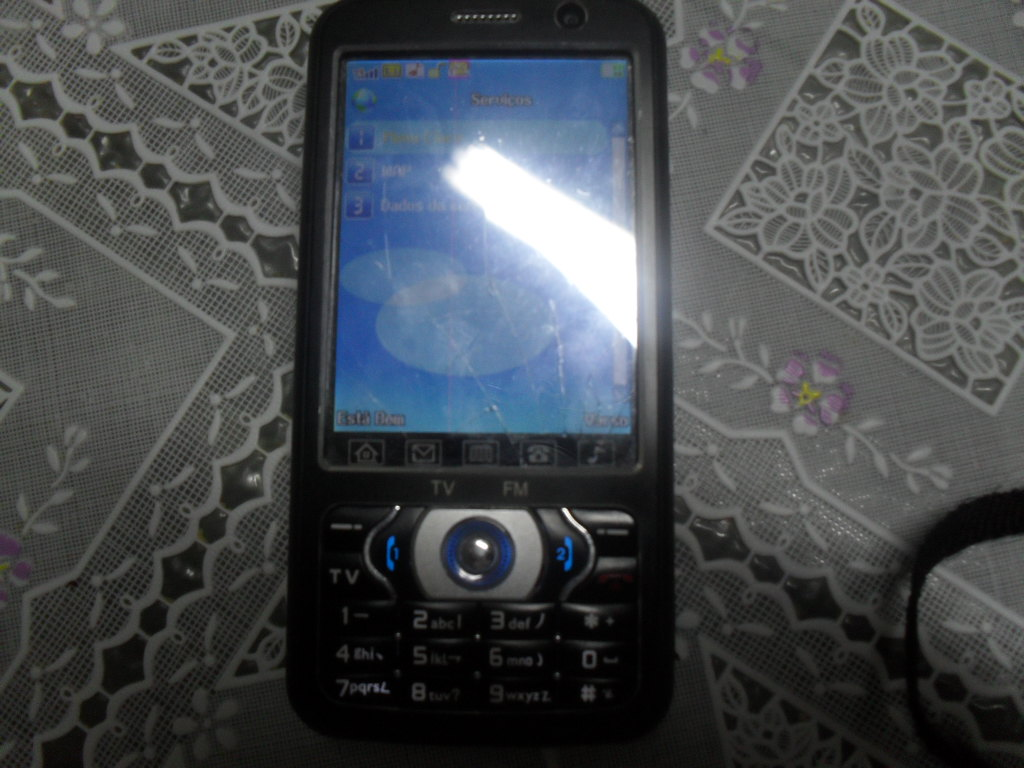
MP10, um aparelho que não se condiz com o padrão MPEG.
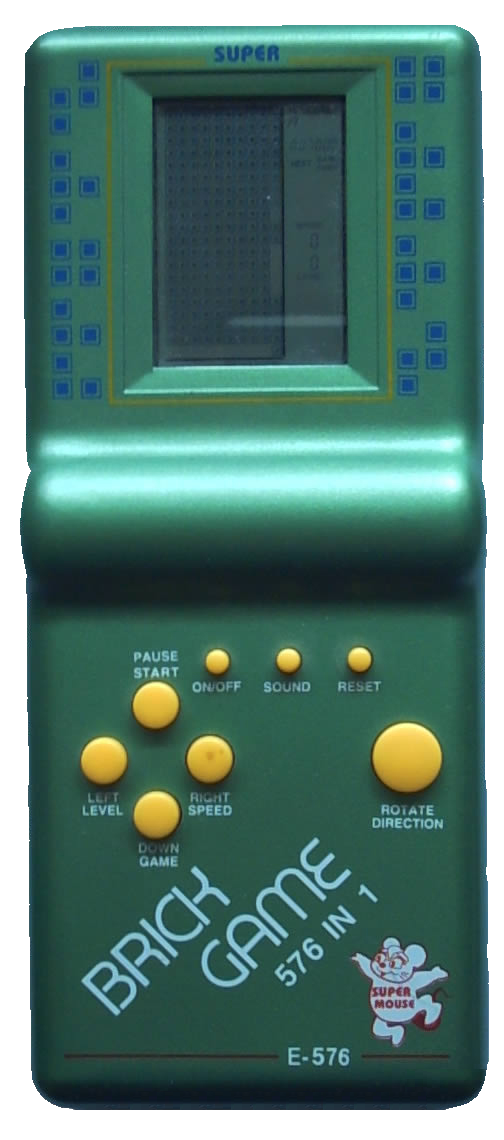
Brick Game
Vii, uma imitação de Wii
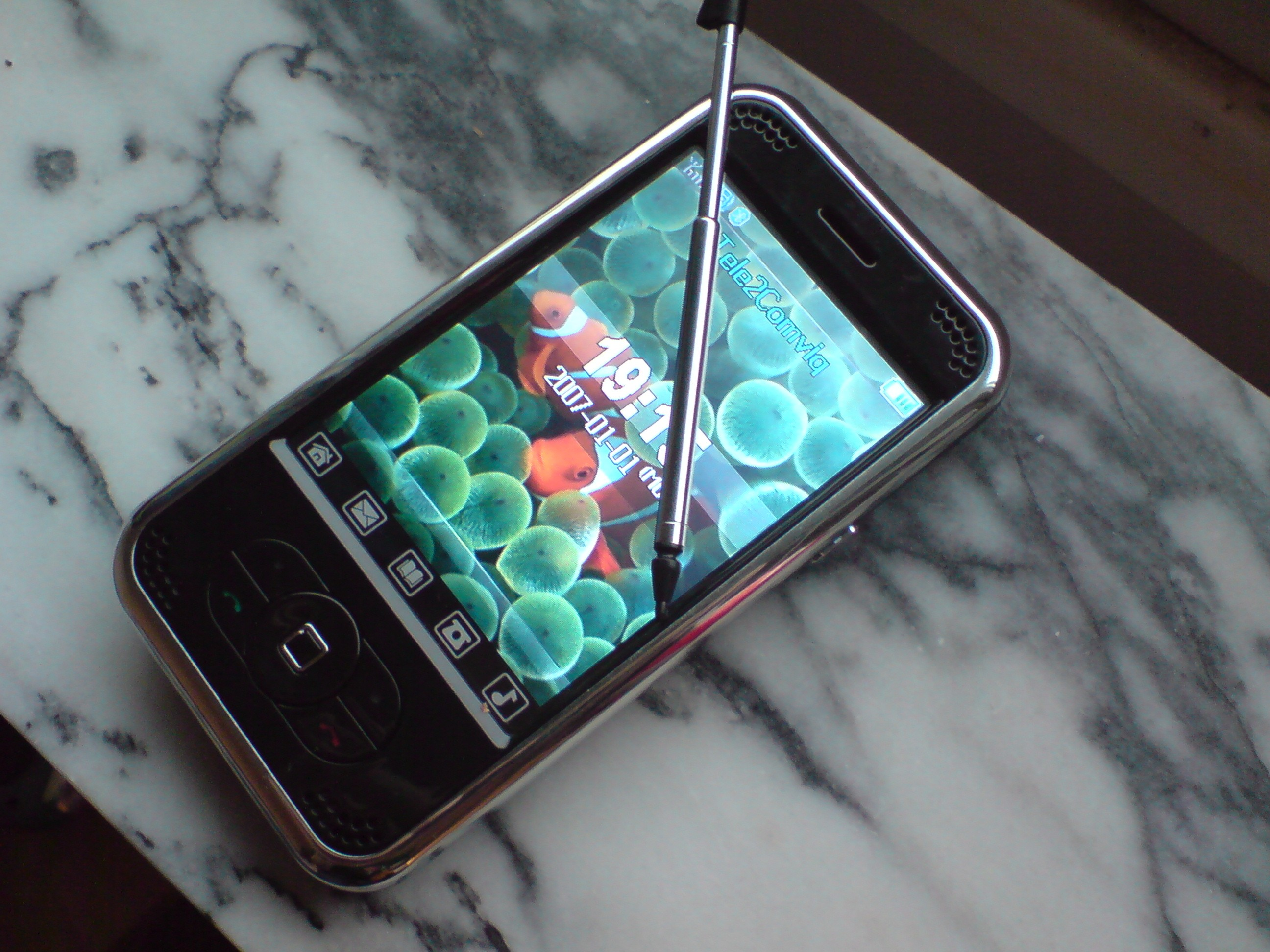
Clone do iPhone

## Marcas relacionadas
- S1 MP3 Player
- MP4/MTV Player
- MPx Player
- Polystation
- Vii